# Castiglione Torinese
Castiglione Torinese is een gemeente in de Italiaanse provincie Turijn (regio Piëmont) en telt 5783 inwoners (31-12-2004). De oppervlakte bedraagt 14,2 km², de bevolkingsdichtheid is 407 inwoners per km².
De volgende frazioni maken deel uit van de gemeente: Cordova, Tetti Gillardi.

## Demografie
Castiglione Torinese telt ongeveer 2313 huishoudens. Het aantal inwoners steeg in de periode 1991-2001 met 10,9% volgens cijfers uit de tienjaarlijkse volkstellingen van ISTAT.
| Jaar | Inwoneraantal |
| ---- | ------------- |
| 1991 | 4940          |
| 2001 | 5480          |

## Geografie
Castiglione Torinese grenst aan de volgende gemeenten: Settimo Torinese, Gassino Torinese, San Mauro Torinese, Baldissero Torinese, Pavarolo.
1. ↑  https://demo.istat.it/?l=it.